# Macroglossum hirundo
Macroglossum hirundo là một loài bướm đêm thuộc họ Sphingidae, chi Macroglossum.

## Phụ loài
- Macroglossum hirundo hirundo
- Macroglossum hirundo errans Walker, 1856
- Macroglossum hirundo lifuensis Rothschild, 1894